# Las Caleras, Michoacán
Las Caleras är en ort i Mexiko.   Den ligger i kommunen Hidalgo och delstaten Michoacán de Ocampo, i den södra delen av landet, 150 km väster om huvudstaden Mexico City. Las Caleras ligger 1 900 meter över havet och antalet invånare är 348.
Terrängen runt Las Caleras är huvudsakligen kuperad. Las Caleras ligger nere i en dal. Runt Las Caleras är det ganska tätbefolkat, med 116 invånare per kvadratkilometer. Närmaste större samhälle är Ciudad Hidalgo, 8,3 km nordväst om Las Caleras. Omgivningarna runt Las Caleras är en mosaik av jordbruksmark och naturlig växtlighet.